# 三保洞
三保洞，也称三宝洞或三宝庙，是印度尼西亚三宝垄最古老的中国寺庙建筑群，最初由明代航海家郑和建立。尽管其最初建立时是为了伊斯兰教的礼拜使用，现在佛教等其他宗教的活动也会在此地举行，其使用者也包括汉族和爪哇族等多个种族。

## 历史
三保洞最初建立的具体年代存在争议，大致处于公元1400年到1416年之间:57，但一般认为其是由明代航海家郑和通过卡琅河到达今天的三宝垄西部时建立的。在郑和的船队登陆后，作为穆斯林的郑和在一个石山附近找到一个洞穴并以其作为礼拜的场所使用。他在离开爪哇岛之前建立了一个小的庙宇，同时有说法认为其出于对这片地方的喜爱留下了他的副手王景弘:57。洞中安放了一尊郑和雕像:59。据记载，郑和建立的庙宇在1704年的一次山崩中被毁:59，并于1724年重建完成。重建包括新的洞穴，和原有的洞穴相邻。
18世纪中期，犹太裔地主约翰内斯（英語：Johanes）取得了三保洞及其附近的土地的所有权，开始向祭祀者收取费用:61。由于费用过高，华人社团只好每年支付2000荷兰盾来进行祭祀；这一数额后来通过还价降低到了500盾:61。由于这一数额仍然过高，华人社团转而祭祀供奉于5（3.1英里）外的大觉寺中的保生大帝雕像，并称之为“小三宝”。其后，当地华人又集资从中国引进了另一尊郑和雕像，并供奉于大觉寺中。1879年，当地的富商黃志信从逝世的犹太裔地主手中购得三保洞及其附近的土地，并将之免费开放。作为回应，当地华人进行了游行以示庆祝，并开始重新回到三保洞祭祀:63。1924年，三保洞的所有权被转交给了三保洞基金会:61。
三保洞的历史上曾多次整修。1937年，三保洞进行了修缮。在印度尼西亚日据时期，日本侵略者在寺庙中給郑和像配上了负面的说明文字。此后，在印尼独立战争中，三保洞遭到破坏，并于1950年重新修缮。1960年代，印尼国内不稳定的政局使得三保洞再次受到忽视。2002年至2005年，三保洞再次进行了重新修缮。

## 布局

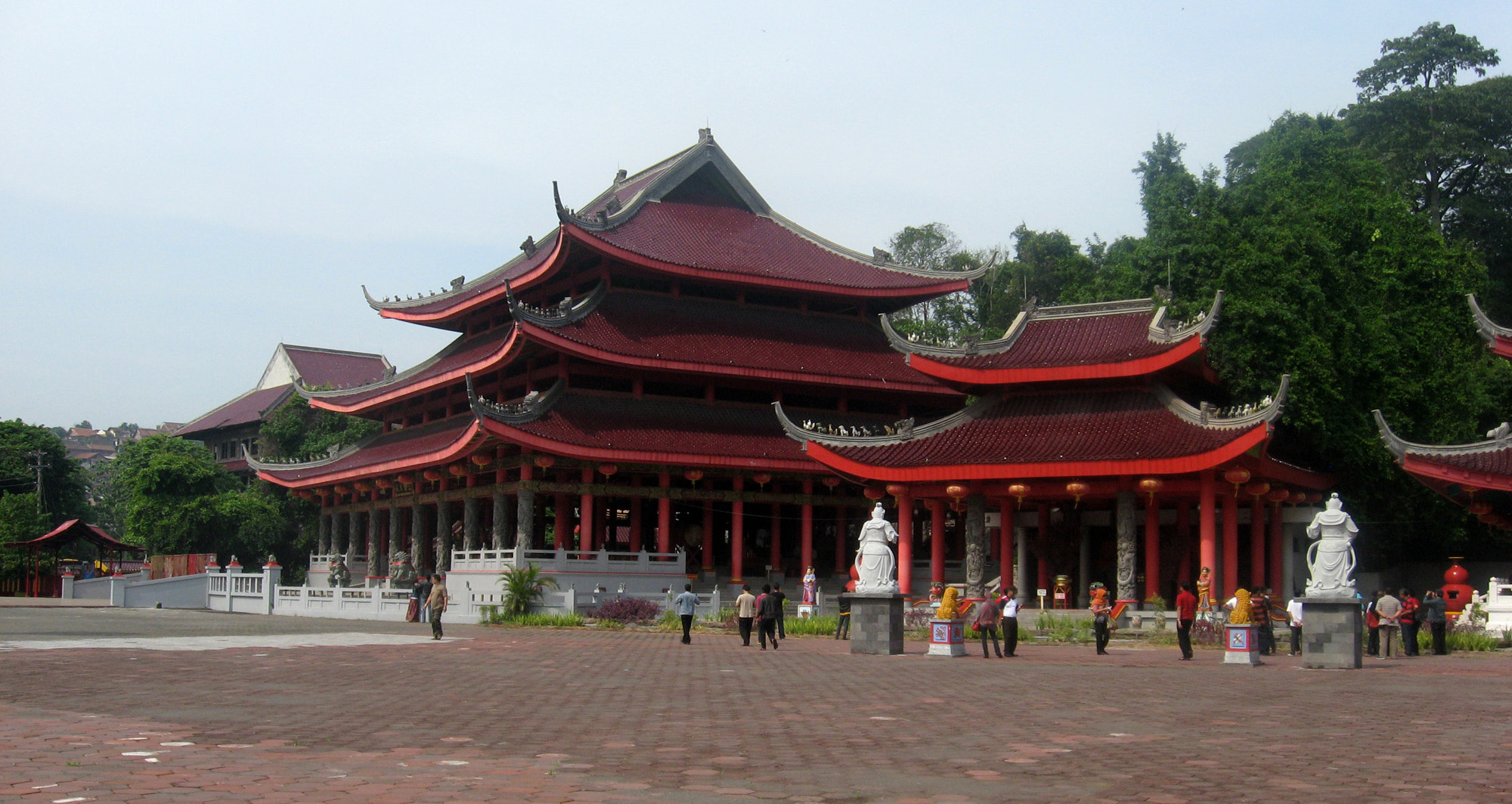
大殿（左侧）和船舡爷庙（右侧）

三保洞建筑群包括五座主要建筑，由中式建筑和爪哇风格组成。五座建筑包括历史最久的三保洞和土地洞、船舡爷庙、铁锚庙和福兴庙，占地面积3.2公頃（7.9英畝）。
土地洞位于建筑群北入口大门内，供奉了土地公。紧邻土地洞的是船舡爷庙，供奉了王景弘的棺椁。这里常被用于祈求生意上的顺利。在船舡爷庙以南是供奉有郑和像的三保洞大殿以及殿后的三保洞。在2002年修缮前，三保洞大殿一边长约16（52英尺），修缮后长约34（112英尺）。洞中有一个祭坛，用于求签；祭坛下是三保井，传说中永不乾涸且包治百病。再往南是铁锚庙，供奉有郑和船队使用的铁锚，用于祭祀牺牲的船员。最南端是福兴庙，供奉郑和使用过的关刀。

## 庆祝活动
每年农历六月三十，为了纪念郑和到达三宝垄，印尼华人都会举着供奉于大觉寺的三宝公圣像（郑和像）游行至三保洞并返回。这一活动在华人中象征着郑和巡视三宝垄，表现了对郑和的尊敬。在当代，这一活动已不仅限于华人参加，而成为了不分宗教、种族的共同的庆祝活动。